# ОШ Горња Јабланица Медвеђа
ОШ „Горња Јабланица” у Медвеђи, једна је од установа основног образовања на територији општине Медвеђа.

## Историјат
Основна школа у Медвеђи основана је 26. септембра 1888. године након насељавања српског становништва на ове просторе. Тога дана је Министар за просвету и црквена дела Др Владан Ђорђевић, својим одобрењем дао налог да школа у Медвеђи може почети са радом. Данас је Основна школа у Медвеђи највећа васпитно-образовна установа не само у Медвеђи већ и шире, на југу Србије.
До 1946. године школа је функционисала као четвороразредна, а затим прешла у фазу Прогимназије, да би 1948. године била произведена у Нижу гимназију. Први управитељ и учитељ су били Војин Меденица и Јаков Вуковић. Године 1952. школа постаје осморазредна, Основна школа или „Осмољетка”. Током историје школа је мењала своје име. Најпре је то била Основна школа „Мата Миловановић”, затим „Основна школа у Медвеђи, срез јабланички”, „Прогимназија у Медвеђи”, а потом „Нижа гимназија у Медвеђи”. Доскорашњи назив Основна школа „Божидар Стојановић-Дренички” добила је 1959. године по имену народног хероја из овога краја. 2004. године школа добија назив „Горња Јабланица”.

## Школа данас
Основну школу „Горња Јабланица” у Медвеђи данас похађа 410 ученика, српске, ромске и албанске популације. Школа има 21 одељење.
У централној школи има укупно 17 одељења од 1. до 8. разреда, од којих се у једном комбинованом одељењу настава одвија на албанском језику, а у осталим на српском језику и три издвојена одељења у Маћедонцу, Негосављу и Реткоцеру, где се настава одвија на српском језику. У настави ради око 40 запослених, а поред редовне наставе основног образовања и васпитања, школа је уступила своје просторије издвојеним одељењима Лесковачке музичке школе и школе за децу са посебним потребама и инвалидитетом.